# Laranganjambe
Laranganjambe is een bestuurslaag in het regentschap Indramayu van de provincie West-Java, Indonesië. Laranganjambe telt 2219 inwoners (volkstelling 2010).